# Amare (film)
Amare  (Att älska) è un film del 1964 diretto da Jörn Donner.

## Premi e riconoscimenti
- 25ª Mostra internazionale d'arte cinematografica di Venezia: miglior interpretazione femminile (Harriet Andersson)